# Ewa Kopacz
Ewa Bożena Kopacz (Skaryszew, 3 de dezembro de 1956) é uma política da Polónia. Foi primeira-ministra da Polônia de setembro de 2014 até novembro de 2015, sido a primeira mulher a ocupar o cargo. Ela foi eleita para a Sejm em 25 de setembro de 2005 com 14982 votos, no distrito de Radom, tendo-se candidatado pelas listas do partido Platforma Obywatelska.
Ela também foi membro da Sejm 2001-2005.
Tornou-se primeira-ministra da Polónia a 22 de setembro de 2014, na sequência da nomeação do seu antecessor, Donald Tusk, como Presidente do Conselho Europeu.. Manteve-se no cargo até 16 de novembro de 2015.